# Лифар, Николай Степанович
Николай Степанович Лифар (род. 8 декабря 1951, Балаково) — советский футболист, нападающий.
Воспитанник саратовского футбола. За саратовские клубы провёл 150 матчей и забил 18 мячей. В ходе сезона 1977 года перешёл в команду высшей лиги «Крылья Советов» Куйбышев, первый матч провёл 22 июня в Москве против «Торпедо» (0:3). 4 июля, во втором матче за команду забил гол в ворота «Черноморца» Одесса (2:1). Всего до конца сезона провёл за «Крылья Советов» 15 матчей и забил 2 мяча.
В 1978 году перешёл в СКА Хабаровск для прохождения службы в ВС СССР.